# 潮安区
潮安区（ちょうあんく）は中華人民共和国広東省潮州市に位置する市轄区。

## 歴史
秦漢代は南海郡掲陽県の管轄とされた。331年（咸和6年）、東晋により海陽県は東官郡の下に新設、413年（義熙9年）には義安郡を設置し、郡治が海陽県に置かれた。
589年（開皇9年）、隋により義安郡は廃止され、潮州に編入されたが、607年（大業3年）に潮州は義安郡と改称された。621年（武徳4年）、唐により義安郡は潮州と改められた。742年（天宝元年）には潮州は潮陽郡と改称され、758年（乾元元年）には再び潮州と改称された。元代になると潮州は潮州路総管府に改編、明清代は潮州府が設置され海陽県はその管轄とされた。
北宋以降、海陽県の管轄面積は減少傾向にあった。1121年（宣和3年）、永寧・崇義・延徳の3郷が掲陽県（1132年（紹興2年）に廃止、海陽県に編入）として分割新設された。1477年（成化13年）、明代により県内の一部に饒平県が新設、同じく1563年（嘉靖42年）には海陽県及び掲陽県の一部に澄海県が新設された。清代になり1738年（乾隆3年）、海陽県・大埔県・嘉応州の一部に豊順県を新設された。
辛亥革命により中華民国が成立すると、1914年（民国3年）1月、山東省に同名の海陽県が存在したことより潮安県と改称され潮循道の所管とされた。1936年7月、潮安県は第五区行政督察専員分署の管轄となり専署は当初潮安県に設置されたが、後に汕頭に移転された。
中華人民共和国が建国されると1951年7月に潮安県に広東省人民政府粤東弁事処が成立した。1953年1月、潮安県城関鎮が分割され潮安市（同年潮州市と改称）が成立した。1958年12月、潮州市が廃止となり潮安県に編入されたが、1979年8月1日に再び潮州市が設置、1983年7月1日に潮安県は潮州市に移管される際に廃止された。
1991年12月、潮州市の行政区画拡大に伴い潮安県が再設置され、2013年6月28日に潮安区に改編、磷渓鎮・鉄鋪鎮・官塘鎮は湘橋区に移管された。

## 行政区画
下部に16鎮を管轄する
- 古巷鎮、登塘鎮、鳳塘鎮、浮洋鎮、竜湖鎮、金石鎮、沙渓鎮、彩塘鎮、東鳳鎮、庵埠鎮、江東鎮、帰湖鎮、文祠鎮、鳳凰鎮、赤鳳鎮、楓渓鎮

## 交通

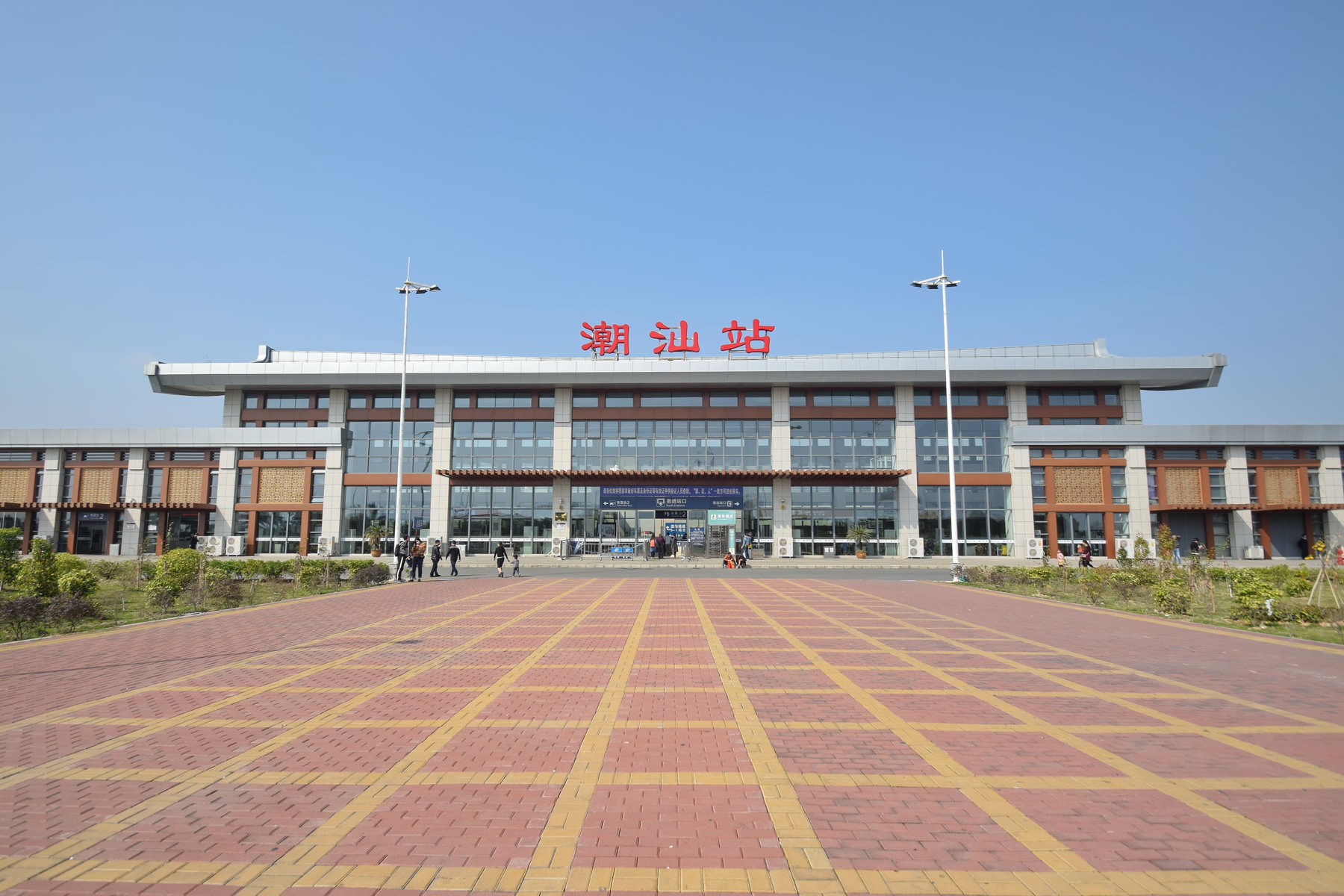
潮汕駅

### 鉄道
- 中国鉄路総公司
  - 畲竜線
    - 潮州駅

  - 廈深線
    - 潮汕駅

### 道路
- 高速道路
  - 汕昆高速道路
  - 甬莞高速道路